# بوب هولتزمان
بوب هولتزمان (بالإنجليزية: Bob Holtzman)‏ هو مراسل ميداني ومقدم تلفزيوني أمريكي، ولد في 1971 في تلسا في الولايات المتحدة.